# Instalaza
Instalaza S.A. es una compañía dedicada al diseño, desarrollo y fabricación de equipos y material militar de infantería. La empresa, fundada en 1943, tiene su sede y centros de producción en Zaragoza, Aragón (España). La compañía es conocida por la producción de bombas y lanzadores de cohetes equipando a países de todo el mundo, principalmente a fuerzas armadas de España e Hispanoamérica.

## Reseña

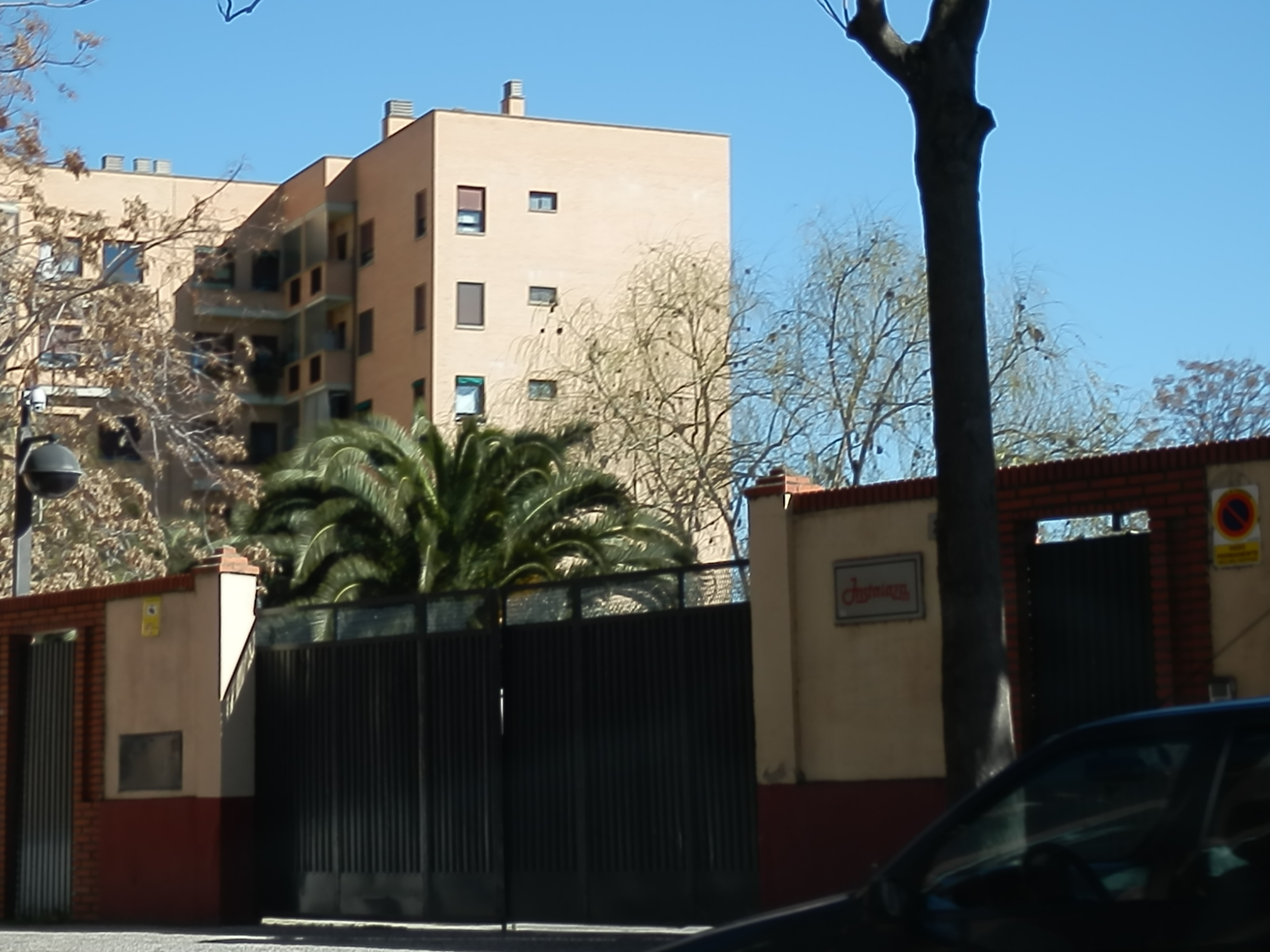
Fábrica de Instalaza en Zaragoza.

Pedro Morenés fue secretario de Estado de Defensa entre 1996 y 2000, secretario de Estado de seguridad entre 2000 y 2002, secretario de Estado de Ciencia y Tecnología entre 2002 y 2004 y Ministro de Defensa (22 de diciembre de 2011-2016) en el Gobierno de Mariano Rajoy.
Desde el 26 de agosto de 2005 y hasta el 30 de marzo de 2009 Pedro Morenés fue consejero de Instalaza. Ocupó ese puesto primero personalmente y desde el 16 de marzo de 2006 septiembre de 2011 como representante del consejero Boguillas, S. L.
La empresa entró en quiebra técnica en 2008 influida por la prohibición de las bombas de racimo por el tratado de Dublín, aunque pudo finalmente continuar con su actividad productiva y empresarial.
España procedió a la firma de la Convención el 3 de diciembre de 2008 y, a su ratificación, el 8 de junio de 2009. Mediante la Convención, los Estados se comprometieron a no emplear nunca, y a no desarrollar, producir, adquirir, almacenar, conservar o transferir municiones de racimo.
En enero de 2009, Instalaza todavía mantenía la bomba de racimo MAT-120 en el catálogo de su web que, a pesar de no estar ilegalizada por el tratado de Dublín, el Gobierno había recomendado la parada de su producción. Tras un escándalo mediático, Instalaza aclaró que ya no proveían el MAT-120 y que lo mantienen en su catálogo como una muestra de su nivel tecnológico. Además, Instalaza no podrá vender ninguna patente relacionada con dicha bomba.
El Consejo de Ministros de 11 de julio de 2011 adoptó un acuerdo por el que se disponía una moratoria unilateral respecto de las municiones de racimo y se impulsaba el proceso de firma y ratificación de la Convención sobre municiones de racimo recientemente aprobada en la Conferencia Diplomática de Dublín y su aplicación provisional.
En mayo de 2011 Instalaza demandó al Estado exigiendo una indemnización de 60 millones de euros como compensación por prohibirles la fabricación de bombas de racimo. El 28 de octubre de 2013 la Audiencia Nacional rechazó la pretensión de la empresa. En esa fecha Pedro Morenés era ministro de Defensa.
En abril de 2011 la bomba de racimo MAT-120 alcanzó notoriedad internacional al difundirse en diversos medios de comunicación pro-intervención que fue utilizada por Muamar el Gadafi contra poblaciones civiles en su represión de la Rebelión en Libia de 2011, aunque el gobierno de EE. UU. (a través de la secretaria de estado, Hillary Clinton) no confirmó su uso.
No obstante, en febrero de 2013 Instalaza presentó en el Salón de Defensa de Abu Dhabi su oferta de productos de diseño y producción de armas de infantería y municiones, con gran aceptación de parte de los potenciales compradores asistentes, lo cual reafirmaba que la industria de Defensa y Seguridad españolas son de las más activas dentro del alto crecimiento general de las exportaciones españolas. Esta presentación se volvió a manifestar con gran éxito, en el mismo Salón de Defensa de Abu Dhabi en su versión 2021, con nuevas ópticas, visores infrarrojos, cámaras térmicas, además de prototipos de misiles de corto alcance, alcanzando un gran nivel de ventas en muchos países.

## Productos más destacados
- Instalaza C-90, C90-CR (M3)

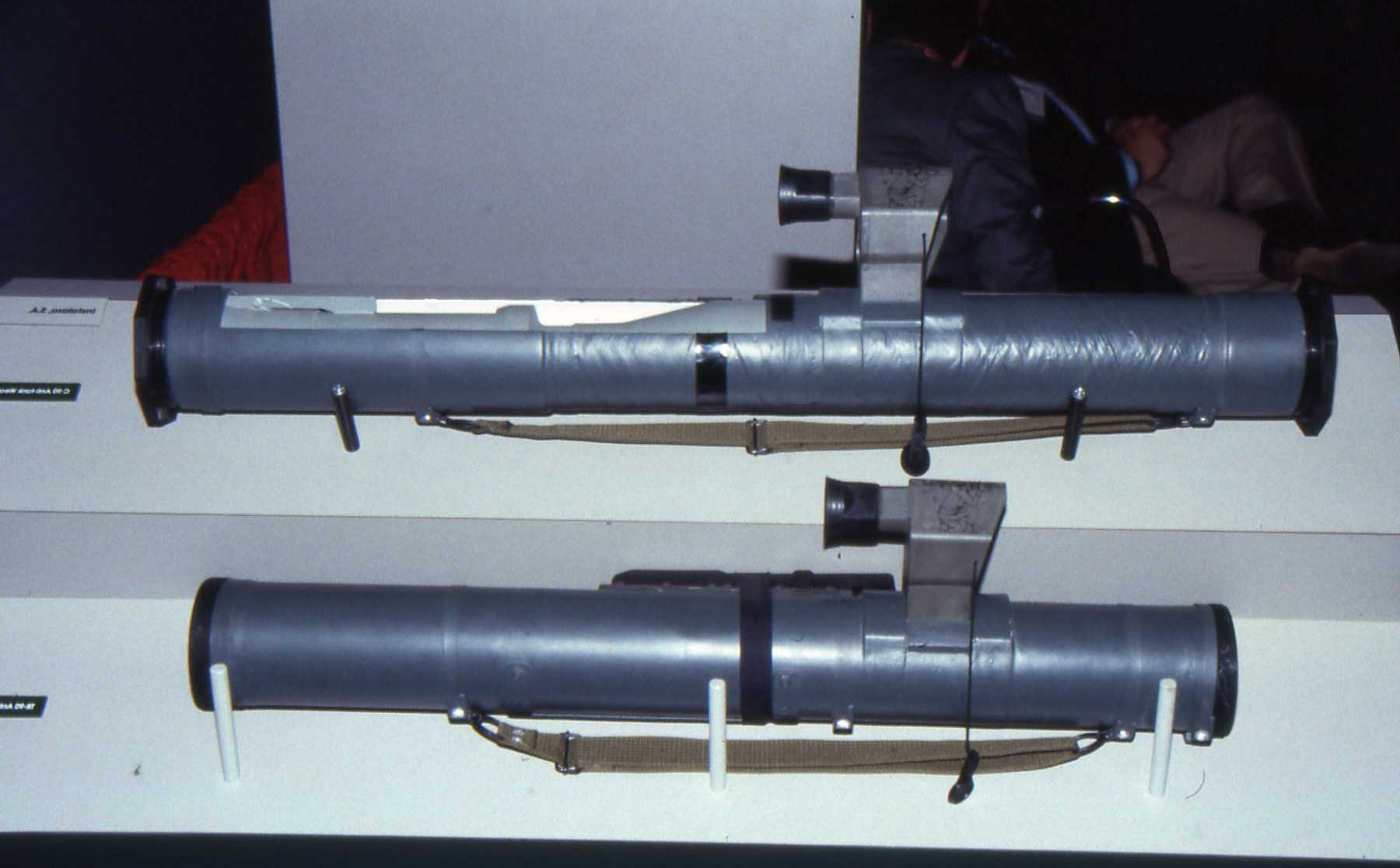
C-90 de 1988.

Arma de infantería de un solo uso, disparable desde el hombro y transportable por un solo infante.
- Instalaza Alcotán-100

Arma de infantería de 600 metros de alcance, con dirección de tiro optrónica reutilizable con total capacidad día/noche, telemetría láser, sensor de desplazamiento lateral del blanco, y presentación del punto futuro.
- Alhambra

Granada de mano con espoleta de doble retardo electrónica en lugar de los retardos pirotécnicos habituales.
- Alhambra-DO

Es una versión multi-misión con los mismos efectos y características que el modelo Alhambra. Además puede ser transformada en una granada de mano menos letal retirando la envuelta de bolas.
- VN-38C

Dispositivo de visión nocturna específicamente diseñado para ser usado con el sistema de arma C90, dotándole así de capacidad para el combate nocturno.
- VN-MF

Equipo de visión nocturna multifunción con 4 aumentos que puede utilizarse para tres aplicaciones: Con el fusil de asalto HK G-36 E, con la familia de sistemas de arma C90 e independientemente para observación y vigilancia.
- Dirección de tiro VOSEL
- Bomba MAT-120